# Roelof Roelofs Viervant

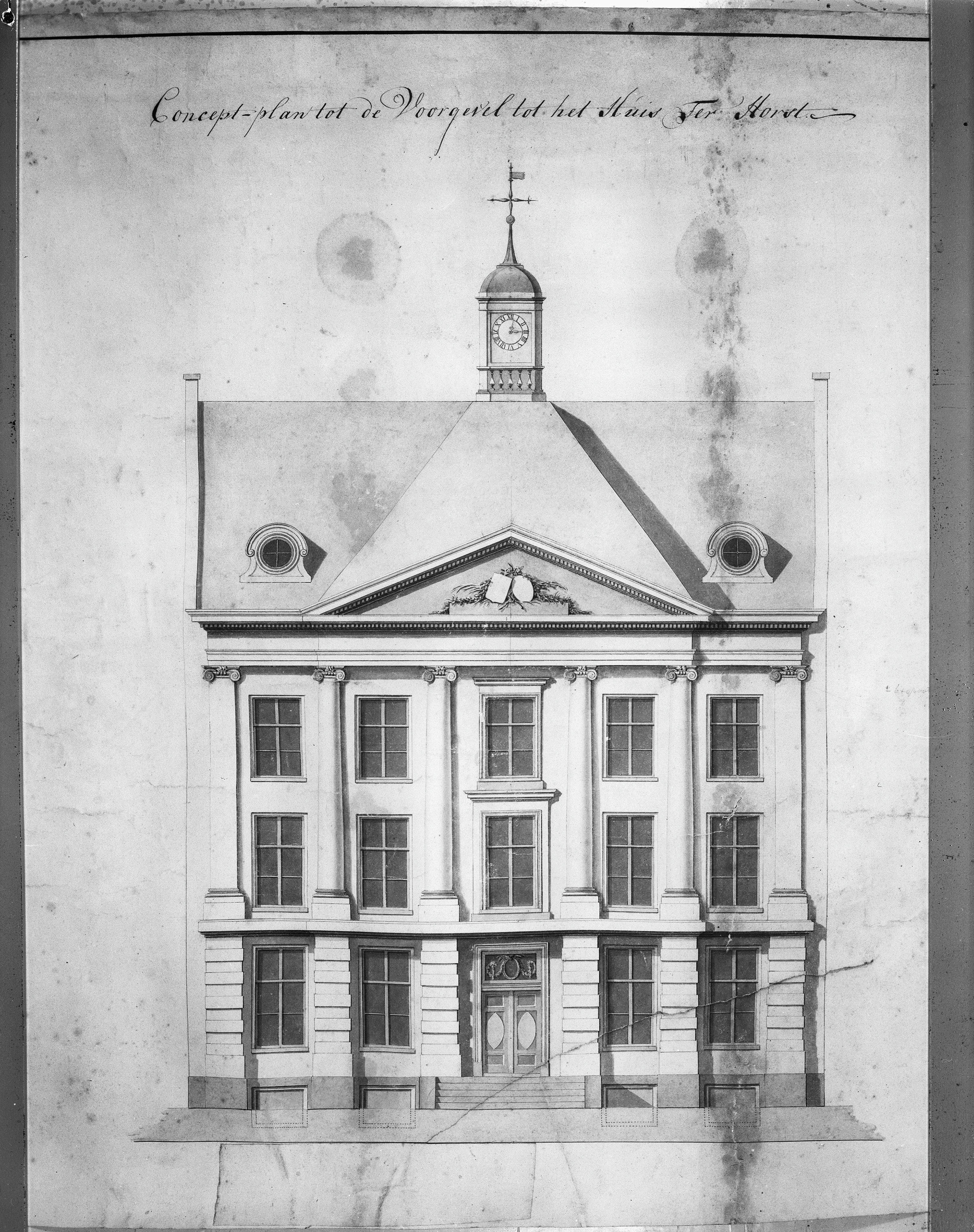
De door Roelof Roelofs Viervant ontworpen voorgevel van kasteel Ter Horst in Loenen

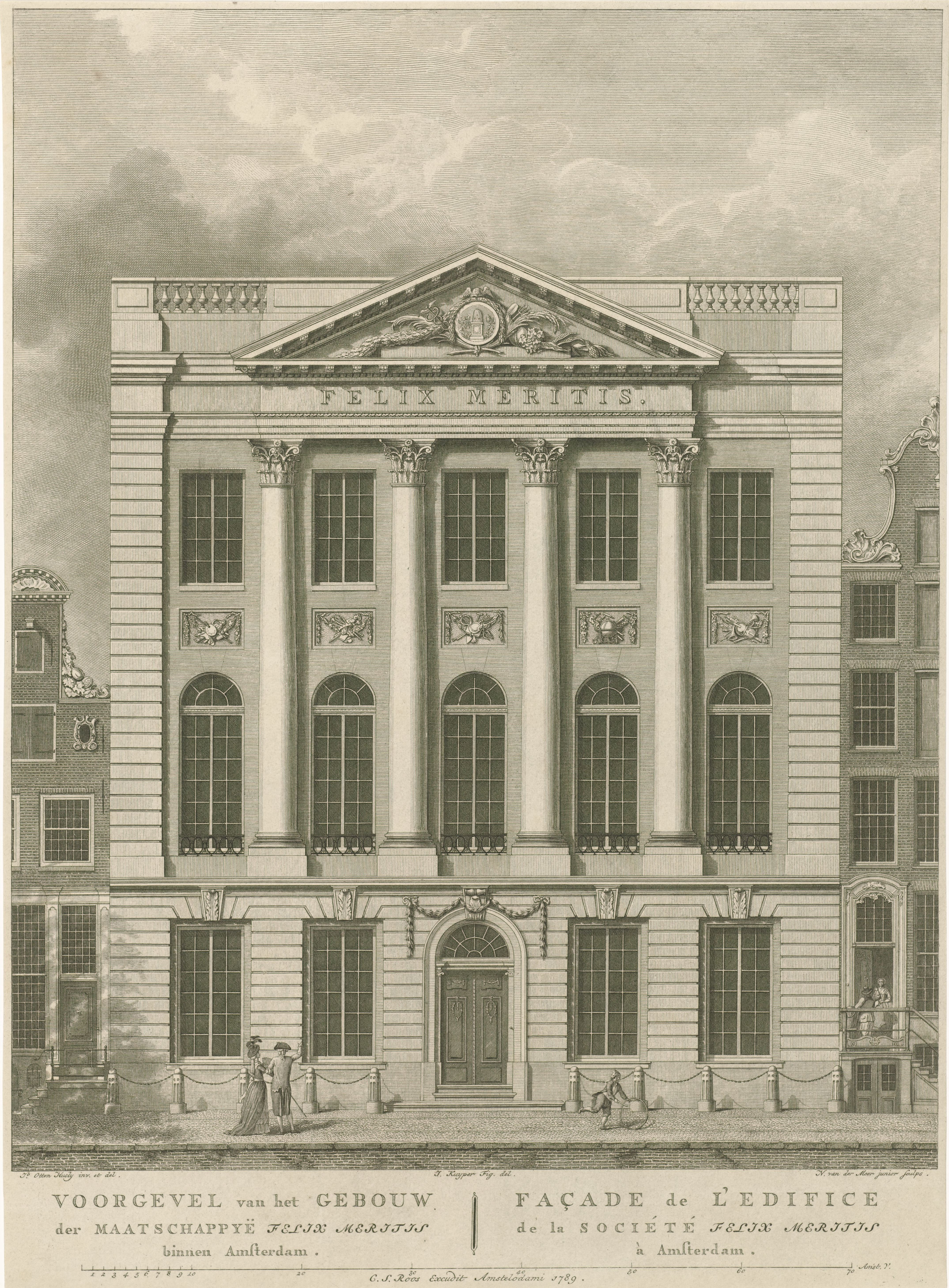
De door Jacob Otten Husly ontworpen voorgevel van Felix Meritis in Amsterdam

Roelof Roelofs Viervant (gedoopt Arnhem, 11 november 1755 - Velp, 30 mei 1819) was een Nederlandse architect, telg uit het Arnhemse geslacht Viervant. Hij was een zoon van de Arnhemse timmerman Anthony Viervant (1720-1775) en Hendrina Roelofs. Hij huwde op 27 januari 1782 zijn nicht Bertha Elisabeth Viervant (1760-1810), de dochter van de oudere broer van Anthony, de Arnhemse stadstimmerman Hendrik Viervant (1718-1775), en tevens de jongere zus van de architect Leendert Viervant de Jongere (1752-1801). Van zijn acht kinderen werden er slechts twee volwassen, de notaris Hendrik Viervant (1784-1846) en de makelaar Roelof Roelofs Viervant (1790-1847).
Roelof Roelofs Viervant vertrok vermoedelijk in navolging van zijn neef Leendert in de jaren zeventig naar Amsterdam om in de leer te gaan bij de architect Jacob Otten Husly (1738-1806), de zwager van zijn oom Hendrik Viervant. Uit die periode dateert een aantal ontwerpen voor tuinhuizen naar voorbeelden uit de plaatwerken van de Waalse architect Jean-François de Neufforge, en voor een groot neoclassicistisch paleis dat sterk op Paviljoen Welgelegen (1786-1789) in Haarlem lijkt.
Roelof werd in 1781 stadstimmerman van Arnhem, en vanaf 1802 droeg hij de titel van stadsarchitect. In die functie ontwierp hij de illuminaties en erepoorten voor het bezoek van stadhouder Willem V en zijn familie op 9 september dat jaar. In 1791 verbouwde hij voor de sociëteit Turpius de Comedie in de Arnhemse Bakkerstraat (in 1843 sterk verbouwd, in 1944 verwoest). In datzelfde jaar voorzag hij ook in opdracht van Olivier Gerard Willem Joseph Hackfort het uit 1557 daterende kasteel Ter Horst bij Loenen van een imposante neoclassicistische voorgevel met Ionische halfzuilen, die sterk geleek op de iets oudere voorgevel van Felix Meritis aan de Keizersgracht in Amsterdam, in 1787-1789 door Husly gebouwd.
Roelof was verder als ontwerper uitsluitend in Arnhem en directe omgeving actief. In het laatste decennium van de achttiende eeuw vergrootte hij het door zijn vader Anthony Viervant gebouwde Huis Sonsbeek. Kort daarop bouwde hij op het naburige landgoed De Wiltbaan een paviljoen dat thans als de Theeschenkerij van Sonsbeek bekend staat. In 1803-1805 herstelde hij het door zijn oom Hendrik Viervant gebouwde Huis Zypendaal. In Arnhem zelf bouwde hij rond 1801 voor zichzelf het monumental woonhuis Bovenbeekstraat 12 (vanaf 1824 politiebureau, later gesloopt).
In 1809-1811 leidde hij de ontmanteling van de vestingwerken, en in 1810 werd hij met de Arnhemse meestermetselaar Otto Reyers belast met een onderzoek naar een aannemersgeschil bij de in opdracht van Lodewijk Napoleon begonnen bouw van twee kerkjes op het voorterrein van Paleis Het Loo in Apeldoorn. Kort voor zijn dood maakte hij in 1819 nog een onuitgevoerd ontwerp voor een nieuw te stichten katholieke Sint-Werenfriduskerk in Westervoort.